# Tango de Salon
Tango de Salón bezeichnet einerseits eine bestimmte Stilrichtung innerhalb des argentinischen Tangos und andererseits wird dieser Begriff in Argentinien für jegliche Form des Gesellschaftstanzes Tango angewandt, um ihn vom Bühnentango abzugrenzen.
In der Stilrichtung Tango de Salón stehen die Interpretation der Musik, die Langsamkeit und die Eleganz der Tänzer im Vordergrund. 
Der Tango de Salón wurde anfangs nur von der Oberschicht getanzt, um sich stilistisch vom gewöhnlichen Volk abzugrenzen. Die Musik des Tango de Salón ist melodiöser, langsamer und weist weniger Stakkato auf als zum Beispiel die des Tango Club oder des Canyengue. Entsprechend sind die Figuren auf Ruhe, Eleganz und Interpretation der Musik ausgelegt.
Typische Orchester sind Osvaldo Fresedo, Carlos Di Sarli oder Miguel Caló.